# This Void Inside

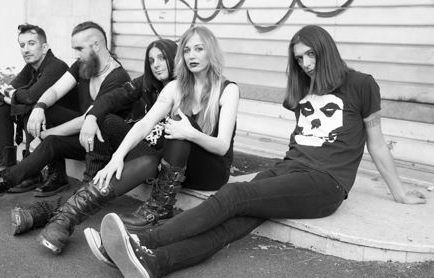
This Void Inside 2018

I This Void Inside sono un gruppo musicale gothic rock italiano formatosi a Roma nel 2008.

## Storia del gruppo
I This Void Inside nascono inizialmente come progetto parallelo di Dave Shadow ai My Sixth Shadow, nei quali aveva militato nei primi anni 2000, per trasformarsi in breve tempo in una band a tutti gli effetti.
Nel 2008 viene pubblicato il debut album Dust inizialmente autoprodotto e in seguito ristampato dalla label romana Decadence Records.
Il sound della band è assimilabile a un gothic rock con forti tinte industrial e metal, parzialmente ispirato dalla scena scandinava del genere.
Dopo alcuni anni di silenzio la band torna sulle scene nel 2016, inizialmente con la pubblicazione del singolo Losing My Angel e a stretto giro firma un nuovo contratto discografico con l'etichetta indipendente Agoge Records, per la quale pubblica nel luglio 2018 il secondo album My Second Birth/My Only Death.
Sempre nel 2018 il chitarrista Frank Marrelli collabora alla colonna sonora del film Go home - A casa loro, vincitore Premio Panorama Italia di Alice nella città alla Festa del cinema di Roma
Il 21 febbraio 2020 esce, ancora su Agoge Records, il nuovo singolo e video A Cruel Mind.

## Formazione
- Dave Shadow - voce-synth
- Saji Connor - basso
- Frank Marrelli - chitarra
- Alberto Sempreboni - chitarra
- Simone Gerbasi - batteria

## Discografia

### Album
- 2008 - Dust
- 2018 - My Second Birth/My Only Death

### Singoli
- 2016 - Losing My Angel digital download
- 2017 - Here I am digital download
- 2020 - A Cruel Mind digital download